# Kovács József (színművész, 1923–1994)
Kovács József (Pat, 1923. október 10. – Kassa, 1994. január) színész, író.

## Pályafutása
1955-től a komáromi Magyar Területi Színházban szerepelt. 1969 és 1983 között a kassai Thália Színház társulatának volt a tagja, valamint öt évig szervezőtitkára is. Színpadi alakjainak megformálásában férfias temperamentum és őserő jellemezte, majd idővel a szívélyesség és az őszinte emberség is megjelentek alakításai során. Csehszlovákiai magyar lapok közölték novelláit, karcolatait, humoreszkjeit, gyermekverseit és -meséit.

## Fontosabb szerepei
- Octavio (Lope de Vega: A kertész kutyája)
- Wurm (Friedrich Schiller: Ármány és szerelem)
- Hősváry (Kisfaludy Károly: A kérők)
- Maurer (Erich Maria Remarque: Az utolsó felvonás)
- Lapcsenko (Alekszej Nyikolajevics Arbuzov: Egy szerelem története)
- Slim (John Steinbeck: Egerek és emberek)
- Mr. Lipari (Arthur Miller: Pillantás a hídról)
- Mics (Osvald Záhradník: Kinek üt a toronyóra?)
- Zoltejev (Alekszandr Valentyinovics Vampilov: Búcsúzás júniusban)
- Kalocsai (Lovicsek Béla: Tűzvirág)
- Bojnyik (Tersánszky Józsi Jenő: Kakuk Marci)
- Tót (Örkény István: Tóték)
- Jajicsnyica (Nyikolaj Vasziljevics Gogol: Leánynéző)
- Lázás ács (Tamási Áron: Vitéz lélek)
- Toni bátyó (Carlo Goldoni: A chioggiai csetepaté)
- Apa (Lovicsek Béla: Alattunk a város, felettünk az ég)
- Gracsev (Kmeczkó Mihály: Mint fű fölé az árnyék)
- Nagy (Bródy Sándor: Tanítónő)